# Gamiz
Gamiz (basc) o Gámiz (castellà) és un poble de la Zona Rural Est de Vitòria, al territori històric d'Àlaba.
Situat al nord-est del municipi, a 7 kilòmetres a l'est de Vitòria en la carretera A-4107, entre Otazu i Bolibar. Té una població de 18 habitants. L'any 2010 tenia 21 habitants. Un dels 43 llogarets que s'uniren a Vitòria en diferents temps i ocasions i que en segregar-se en 1840 la Quadrilla d'Añana va romandre en la Quadrilla de Vitoria. Es veneren les relíquies de Segimon de Borgonya, sant patró de la República Txeca.